# 갈라타사라이 SK

갈라타사라이 SK의 엠블렘

갈라타사라이 SK(Galatasaray S.K.)는 튀르키예 이스탄불의 종합 스포츠 클럽이다. 여러 종목 팀들을 운영하고 있다.

## 팀 목록
- 갈라타사라이 SK (축구)
- 갈라타사라이 SK (여자 축구)
- 갈라타사라이 SK (농구)
- 갈라타사라이 SK (여자 농구)
- 갈라타사라이 SK (배구)
- 갈라타사라이 SK (여자 배구)
- 갈라타사라이 SK (휠체어 농구)
- 갈라타사라이 (육상)
- 갈라타사라이 (브릿지)
- 갈라타사라이 (승마)
- 갈라타사라이 (유도)
- 갈라타사라이 (수영)
- 갈라타사라이 (수구)
- 갈라타사라이 (여자 수구)
- 갈라타사라이 (조정)
- 갈라타사라이 (세일링)
- 갈라타사라이 (체스)